# ولاية نياسا
ولاية نياسا هي ولاية في إقليم روفوما في تنزانيا.
في عام 2022، أفاد مكتب تنزانيا الوطني للإحصاء أن هناك 191,193 نسمة في الولاية، من 146,160 في عام 2012.
تضم الولاية 3 أقسام و20 دائرة و84 قرية